# Lothar Dutombé
Lothar Dutombé (*  23. August 1925) ist ein deutscher Regisseur und Drehbuchautor. Ab den 1950er-Jahren war er als Regisseur für den Rundfunk der DDR tätig. 1982 erhielt er neben weiteren am Polizeiruf-110-Mitwirkenden den Theodor-Körner-Preis.

## Hörspiele
- 1955: Jan de Hartog: Schiff ohne Hafen
- 1956: Wolfgang Schreyer: Der Befehl
- 1957: Wolfgang Schreyer: Das Attentat
- 1957: Bernhard Seeger: Wo die Nebel weichen
- 1960: Karl Sonnabend: Inspektor Meredith greift ein

## Filmografie (Auswahl)
- 1959: Reportage 57
- 1973: Wie tausend Sonnen
- 1986: Kalter Engel
- 1987: Polizeiruf 110: Im Kreis